# Vickycycle
Vickycycle is een Belgisch historisch merk van bromfietsen.
Deze werden geproduceerd door Side Motor Company in Brussel van 1953 tot 1956.
Aanvankelijk waren de Vickycycle bromfietsen gewoon fietsen die waren voorzien van de 38cc-Victoria-Vicky-zijboordmotor.
Later werden meer "gewone" bromfietsen gemaakt, met de motor onder in het frame, maar het blijft onduidelijk welk deel van de productie in Duitsland en welk deel in Brussel plaatsvond, want ook hier ging het om Victoria-modellen.